# Jon Fosse
Jon Olav Fosse (tiếng Na Uy: [ˈjʊ̀nː ˈfɔ̂sːə]; sinh ngày 29 tháng 9 năm 1959 tại Haugesund, Na Uy) là một nhà văn, nhà biên dịch, nhà viết kịch người Na Uy. Năm 2023, ông được trao giải Nobel Văn học vì "vì những vở kịch và tác phẩm văn xuôi đầy sáng tạo, lên tiếng cho những điều không thể nói thành lời".
Ông là nhà văn Nynorsk đầu tiên nhận giải Nobel Văn học và là người Na Uy thứ ba nhận được giải thưởng này, sau Sigrid Undset được trao giải năm 1928. Fosse là nhà viết kịch Na Uy có tác phẩm được biểu diễn nhiều thứ nhì sau nhà viết kịch Na Uy Henrik Ibsen.
Fosse đã sáng tác các tác phẩm bằng tiếng Nynorsk, gồm khoảng 40 vở kịch, cũng như rất nhiều tiểu thuyết, tập thơ, tiểu luận, sách cho thiếu nhi và các bản dịch. Các tác phẩm của ông đã được dịch ra hơn 50 ngôn ngữ. Fosse là một trong những nhà viết kịch có tác phẩm được biểu diễn rộng rãi nhất trên thế giới. Những vở kịch tối giản và nội tâm sâu sắc của ông, với ngôn ngữ thường gần với văn xuôi và thơ trữ tình, đã được ghi nhận là đại diện cho sự tiếp nối hiện đại của truyền thống kịch do Henrik Ibsen thiết lập vào thế kỷ 19. Tác phẩm của Fosse thường được đặt trong truyền thống của sân khấu hậu kịch nghệ.

## Tiểu sử
Nhà văn Fosse sinh năm 1959 ở Haugesund, Na Uy, lớn lên ở Strandebarm. Tiểu thuyết đầu tay của ông là Raudt, svart (Đỏ, đen) xuất bản năm 1983. Năm 1989, ông được đánh giá cao với tiểu thuyết Naustet (Nhà thuyền). Ông sáng tác vở kịch đầu tiên năm 1992 – Nokon kjem til å kome (Ai đó sẽ đến). Năm 1994, vở Og aldri skal vi skiljast được trình diễn ở Nhà hát Quốc gia ở Bergen.